# San Giovanni in Croce
San Giovanni in Croce är en ort och kommun i provinsen Cremona i regionen Lombardiet i Italien. Kommunen hade 1 926 invånare (2018).